# Damon Galgut
Damon Galgut (Pretoria, 12 novembre 1963) è uno scrittore sudafricano.

## Biografia
Nato in una famiglia di avvocati, cominciò a scrivere quando era in convalescenza in ospedale con cancro all'età di sei anni.
Ha studiato recitazione nell'Università di Cape Town e debuttò con A Sinless Season a i 17 anni; il suo lavoro di maggior successo è  The Good Doctor, 2003.  È apertamente omosessuale.
Nel novembre 2021, il suo romanzo The Promise ha vinto il Booker Prize 2021. Damon Galgut è il terzo scrittore sudafricano a vincere il Booker, dopo Nadine Gordimer e JM Coetzee, che hanno vinto due volte. Damon Galgut è già stato selezionato altre due volte per il Booker Prize. 

## Opere

### Romanzi
- A Sinless Season, Jonathan Ball, 1982
- Small Circle of Beings, Lowry Publishers, 1988
- The Beautiful Screaming of Pigs, Scribner, 1991
- La preda (The Quarry, Viking, 1995), traduzione di T. Lo Porto, Collana Dal mondo, Roma, E/O, 2024, ISBN 978-88-3357-801-9.
- Il buon dottore (The Good Doctor, 2004), traduzione di V. Raimondi, Collana Narratori della Fenice, Milano, Guanda, 2005, ISBN 978-88-824-6651-0. - Collana Dal mondo, Roma, E/O, 2022, ISBN 978-88-335-7508-7.
- L'Impostore (The Impostor, 2008), traduzione di Silvia Piraccini, Collana Narratori della Fenice, Milano, Guanda, 2009, ISBN 978-88-608-8363-6. - Collana Dal mondo, Roma, E/O, 2023, ISBN 978-88-335-7595-7.
- In una stanza sconosciuta (In a Strange Room, 2010), traduzione di C. V. Letizia, Collana Dal mondo, Roma, E/O, 2011, ISBN 978-88-764-1964-5.
- Estate Artica (Arctic Summer, 2014), traduzione di F. Pedone, Collana Dal mondo, Roma, E/O, 2014, ISBN 978-88-663-2515-4.
- La promessa (The Promise, 2021), traduzione di Tiziana Lo Porto, Collana Dal mondo, Roma, E/O, 2021, ISBN 978-88-335-7410-3.

### Teatro
- Echoes of Angers, 1983
- Party for Mother,
- Alive and Kicking
- The Green's Keeper

## Premi e riconoscimenti
- Booker Prize: 2021 vincitore con La promessa[4]